# Szyłokarczma (stacja kolejowa)
Szyłokarczma (lit. Šilutė) – stacja kolejowa w miejscowości Szyłokarczma, w rejonie szyłokarczemskim, w okręgu kłajpedzkim, na Litwie. Położona jest na linii Kretynga – Kłajpeda – Pojegi.
Stacja powstała w XIX w. na kolei tylżycko-kłajpedzkiej. W okresie przynależności tych terenów do Niemiec nosiła nazwę Heydekrug.

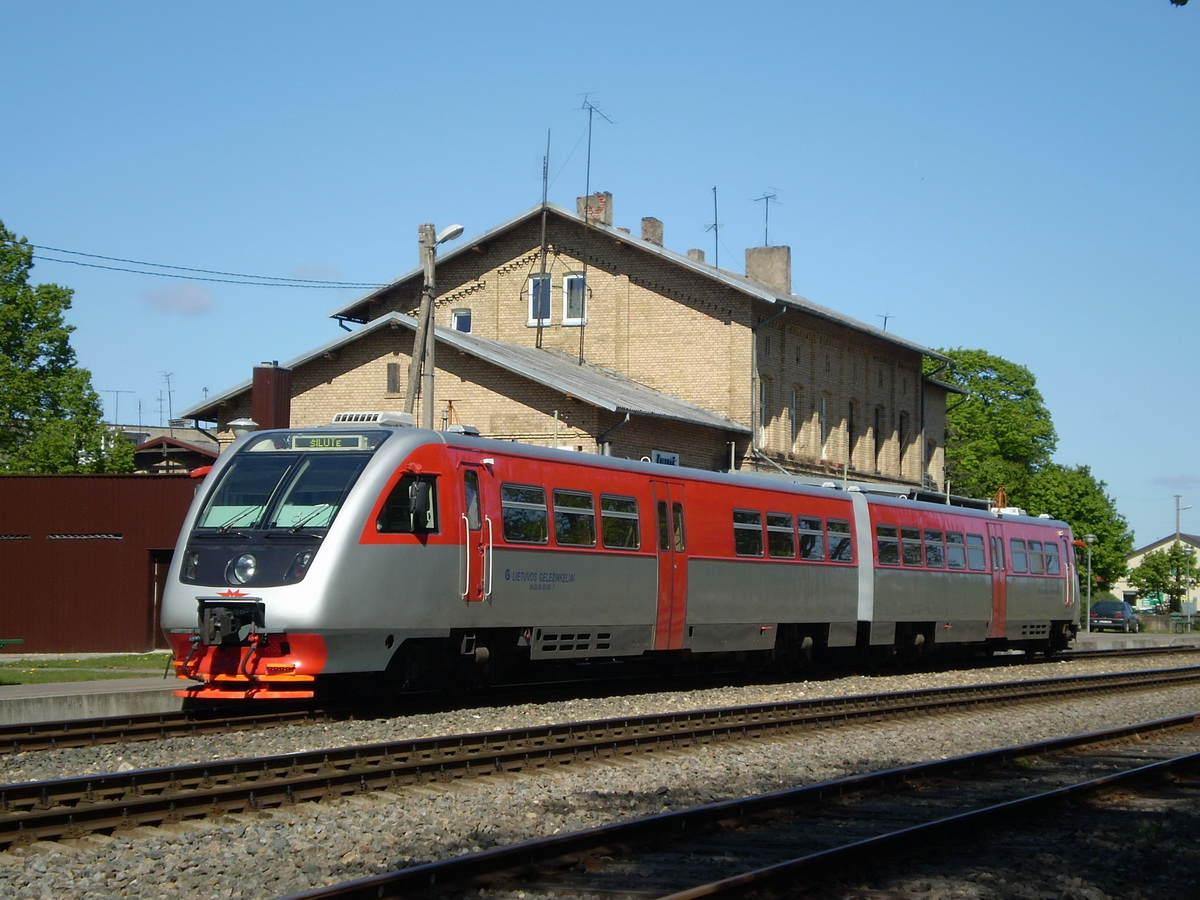
peron
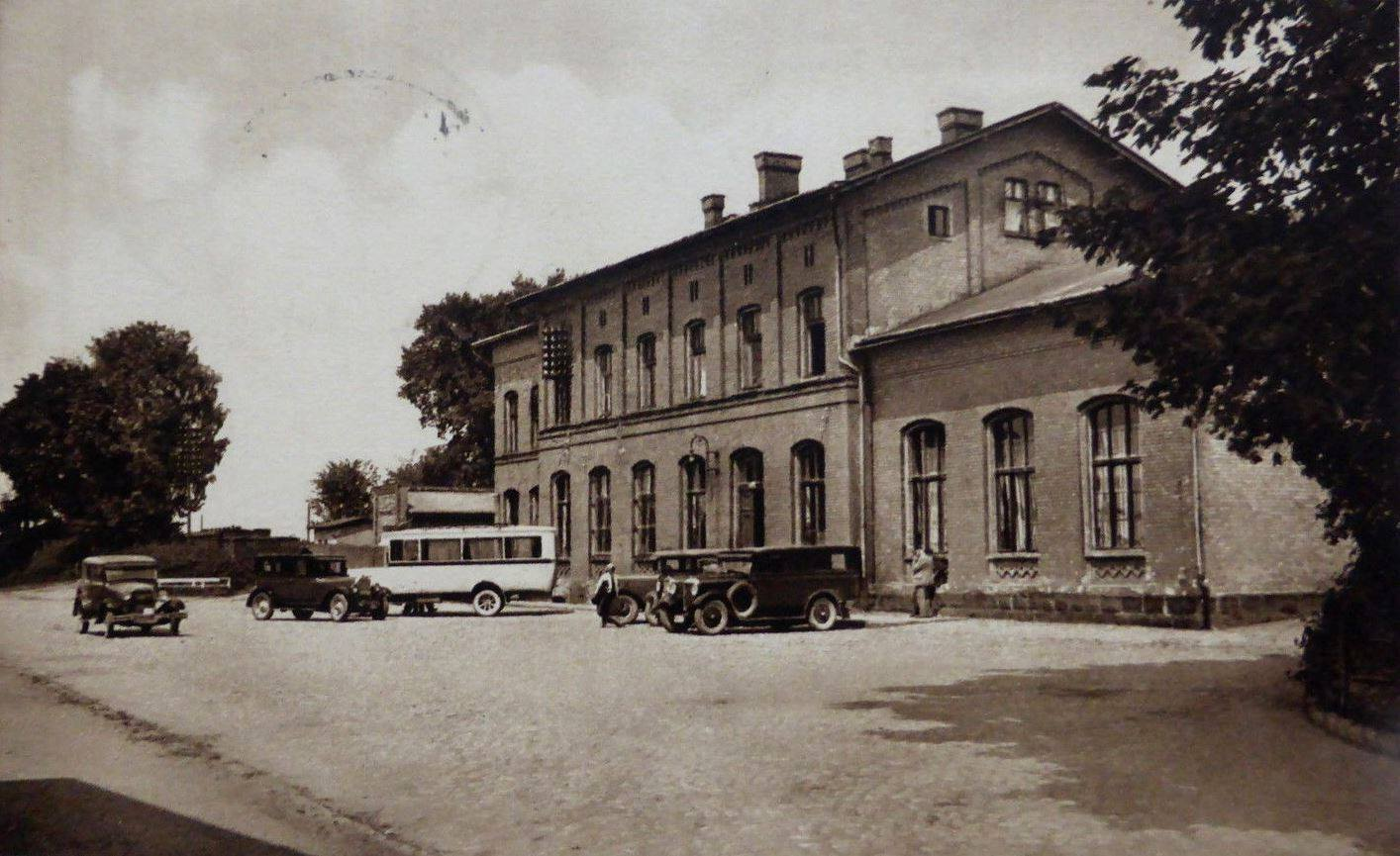
stacja w latach 30. XX w.